# أوراق تجارية

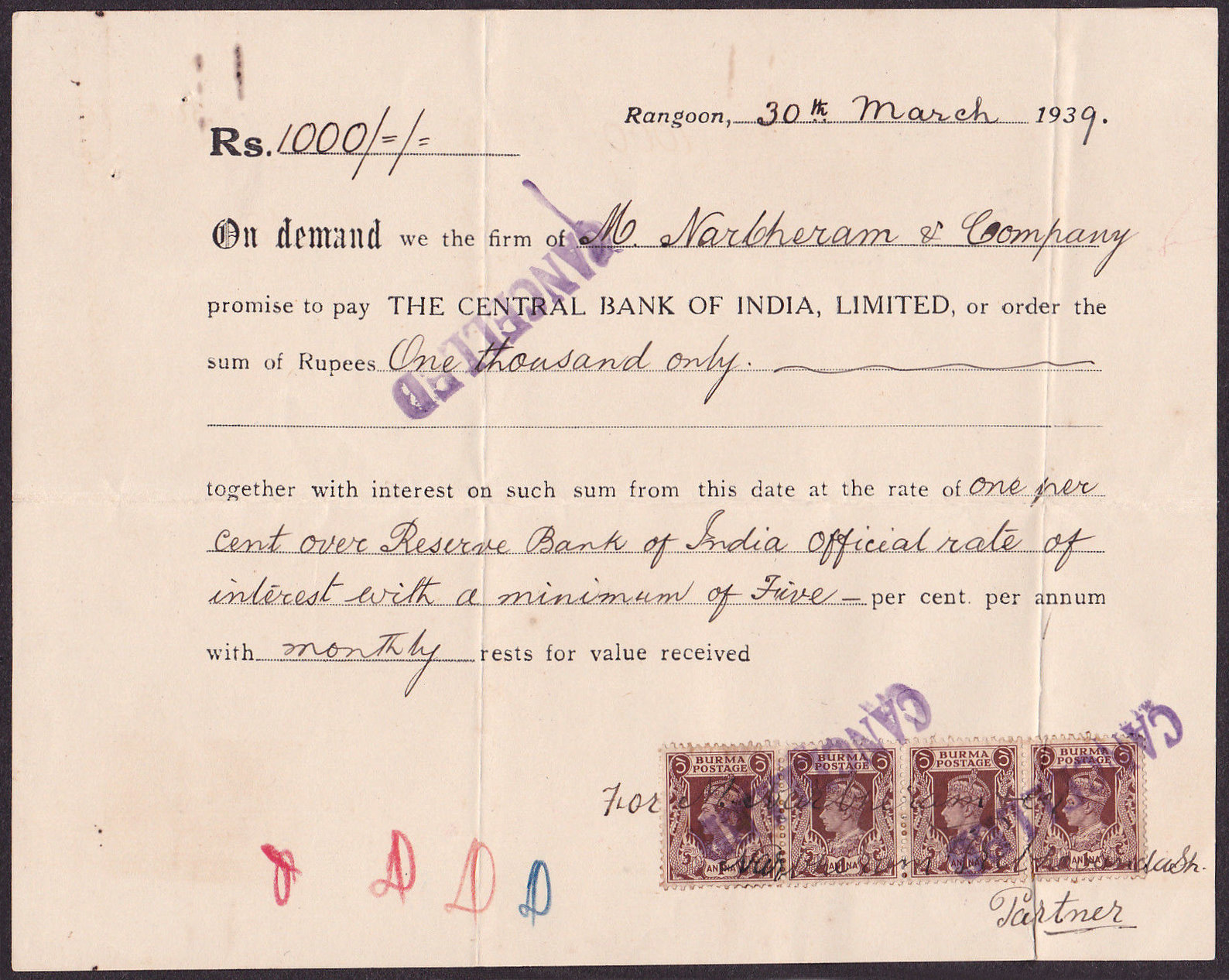

الاوراق التجارية (بالإنجليزية: Negotiable instrument)‏ هي اوراق تتداول بين الافراد تداول النقد وقيمتها ليست في ذاتها ولكن بما مدوّن فيها من النقود، وتتميّز بسهولة انتقالها وإنشائها.
الاوراق التجارية غير الاوراق النقدية، فالاوراق النقدية يشترط القانون لها شروطا خاصة من حيث شكلها وقيمتها وغطاءها وجهة اصدارها، بينما تقوم الاوراق التجارية على أي نحو، فبمجرد توفّر بعض البيانات الجوهرية والتي تنحصر في تحديد قيمتها واجل سدادها ومصدرها تؤدي الورقة دورها، وعلى هذا فإن أي شخص يستطيع إصدار ورقة تجارية متى راع فيها هذه البيانات، وتختلف الاوراق التجارية عن الاوراق المالية من حيث القيود الموضوعة على الأخيرة فهي تخضع لقيود تجعل من تداولها محدودا، وهي اليوم تقوم مقام السلع حيث تباع وتشترى في الغالب في البورصة .
الاوراق التجارية، ظهرت حينما اتسعت التجارة وصار، نقل النقود وسيلة صعبة تحول دون سهولة العمليات التجارية، ولكن تطور الحياة بفعل الوسائل التقنية التي ابتدعها الإنسان قد يؤدي إلى اختفاء الاوراق التجارية، وان بطاقات الاعتماد المصرفية "Credit cards" قد تحل بديلا امنا للاوراق النقدية وربما تؤدي إلى اختفائها.

## أصناف الأوراق التجارية
ظهرت الكمبيالة " (Bill of exchange(Draft" لأول مرة في بعض المدن الإيطالية، وبدء استعمالها هناك في القرن الثاني عشر الميلادي، واقتصر هذا الاستعمال على التجّار دون العامة، ثم انتقلت إلى فرنسا وبريطانيا.
كانت الكمبيالة بديلا آمنا للنقود التي كانت تسك في هيئة قطع معدنية، في الغالب من الذهب، مما يعرّض حاملها للمتاعب بسبب وزنها أو مخاطرالسطو والسرقة.
تطوّر استعمال الكمبيالة وان بصورة ب حتّى صارت في القرن السابع عشر تتداول بين جميع الأشخاص ولم تقتصر على التجّار فقط كما كان عليه الحال عند بدء ظهورها، وصارت قابلة للانتقال بالتظهير أو التدوير، والتظهير هو قيام المستفيد من الكمبيالة بالتوقيع على ظهرها لصالح مستفيد آخر، وصار بالإمكان ادائها أو الحصول على قيمتها في محل انشائها أي المكان الذي صدرت فيه بعد أن كان ذلك غير ممكنا.

### الصك
يمكن اعتبار الصك "Cheque" شكل متطوّر للكمبيالة، فهو يتفق معها في عدد اشخاصه وفي قابليته للتظهير ولكنه يختلف عنها من حيث انه لايسحب الاّ على مصرف «بنك»، وعلى هذا النحو فان الثقة فيه كبر منها في الكمبيالة والصك الشائع استخدامه هو الذي نعرفه كلنا تقريبا غير ان هناك أنواع خاصة من الصكوك يمكن اجمالها في الآتي:
- 1- الصك المُصدّق Certified check، ويعني حجز قيمة الصك المدوّنة فيه لدى المصرف المسحوب عليه إلى ان تسلّم للمستفيد، ولايستطيع المصرف ان يحتج بعدم وجود رصيد أو يرفض تسييل قيمة الصك.
- 2- الصك المسدد للحساب Account paid، وهو الذي لايمكن تقاضي قيمته الاّ بعد تقييده في حساب المستفيد، كوسيلة من وسائل الضمان.
- 3- الصك المخطّط Crossed cheque يميّز هذا النوع من الصكوك بخطّين متوازيين على وجهه، ولاتسدّد قيمته الاّ لمصرف «بنك» وعلى هذا النحو فهو صك محدود التداول.
- 4 - صكوك المسافرين Travellers cheque هي من أكثر أنواع الصكوك تمتعا بالامان، ولكن هناك خلاف حول اعتبارها من الصكوك، لان الساحب في هذه الصكوك هو المسحوب عليه نفسه، يثار هذا من الناحية القانونية، اما عمليا فهي على الاقل لايمكن ان تسمّى الاّ صكوكا، ولو جوازا.

### الشيكات
ورقة تجارية بسداد مديونية من رصيد يسمح باحد البنوك المحلية أو الخارجية، وأول من اكتشفها هم العرب، حيث أتت كلمة "Cheque" في الأصل من الكلمة العربية «صك».

## خصائص الورقة التجارية

### 1.الورقة التجارية تصرف شكلي
لابد أن تكون الورقة التجارية مكتوبة ولا بد من توافر بيانات معينة يتطلبها القانون. فالشكلية فيها لازمة لسهولة تداولها والاطمئنان إلى استيفائها في ميعاد الاستحقاق

### 2.الورقة التجارية قابلة للتداول بالطرق التجارية
يجب أن تتضمن الورقة التجارية ما يمكن به تداولها بالتظهير، أو أن تكون لحاملها حتى يمكن تداولها بالتسليم، أما إذا كانت

### 3.الورقة التجارية تمثل حق موضوعه مبلغ معين من النقود مستحق الوفاء في أجل معين
لا يعتبر ورقة تجارية سند الشحن البحري والبري وكذلك صكوك الإيداع في المخازن العامة وإيصالات استلام البضائع لأن موضوعها ليس مبلغا من النقود بل البضائع، ويجب أن يكون مبلغ النقود واحدا معينا غير معلق على شرط أو مقترن بأجل غير محدد لأن ذلك من شأنه أن يعوق تداول الورقة التجارية.

### 4. الكفاية الذاتية
الورقة التجارية محرر مكتوب وفق أوضاع شكلية يحددها القانون:
فالأوراق التجارية تتضمن نوعاً من الشكلية لا بد منها لسهولة تداولها والاطمئنان إلى استيفائها في ميعاد الاستحقاق، حيث حدد المشرع البيانات التي يجب أن تتضمنها الورقة التجارية، ورتب على إغفال بعض هذه البيانات أن يفقد المحرر صفته كورقة تجارية وإن اعتبر سند مديونية عادية، والورقة التجارية المستوفية لهذا الشكل تتضمناً بذاتها تحديداً لمضمون الحق المدرج بها وأوصافه دون أي إحالة إلى أي محرر خارجي، وهو ما يعرف بمبدأ الكفاية الذاتية.
معناه أن تكون الورقة كافية بذاتها للدلالة على مضمون الحق الثابت فيها ومداه وأوصافه (أطرافه – قدره – تاريخ نشأته – تاريخ استحقاقه) بحيث يكفي مجرد النظر إليها معرفة ذلك دون حاجة إلى أي شي آخر، لذلك لا يصلح مثلا كتابة (ادفعوا ما تلتزمون به نحوي)، كما لا يصلح تعليق الحق الثابت في الكمبيالة على شرط ولذلك لا تعد وثيقة التأمين ورقة تجارية بالرغم من أنها قابلة للتداول وحملها نقود.

### 5.وحدة الدين ووحدة الاستحقاق
يجب أن تتضمن الورقة الالتزام بدفع مبلغ واحد وليس عدة مبالغ تدفع على دفعات فيجب ان يكون ميعاد الاستحقاق واحد. ملحوظة: عدم تعدد تواريخ الاستحقاق يختلف عن الوفاء الجزئي.

### 7.استقلال التوقيعات
بمعنى أن كل التزام ناشئ عن التوقيع على الورقة التجارية مستقل عن الالتزامات الأخرى الناشئة عن توقيعات آخرين على الورقة. تطبيق: إذا كان توقيع أحد الموقعين باطلا لعيب في الرضا أو نقص في الأهلية هذا البطلان لا يؤثر على التوقيعات الأخرى.

### 8.التشدد في معاملة المدين
ويتمثل التشدد في:
1.ضمان المدين ليس فقط وجود الحق الصرفي بل وأيضا الوفاء به.
2.عدم جواز منح مهلة قضائية للمدين لدفع الورقة التجارية.
3.حق تقديم الكمبيالة للمسحوب عليه للقبول.
4.ضمان الموقعين على الورقة التجارية الوفاء بها.
5.الحماية من الدفوع التي لا يعلم بها الحامل.
6.حق توقيع الحجز التحفظي على منقولات المدين بمقتضى الورقة التجارية.
7.عدم جواز المعارضة في الوفاء بقيمة الورقة التجارية إلا في حالات استثنائية.